# Irske gajde
Irske gajde (irski: píoba uilleann, što znači „gajde od lakta”) su karakterističan oblik gajdi u Irskoj.
Vrećica gajdi se napuhava pomoću malih mjehova koji su pričvršćeni oko struka i ruke kojom se svira. Mjehovi ne samo da oslobađaju svirača od napora koji je potreban za puhanje u vrećicu da bi održali pritisak, već dopuštaju i relativno suhi zrak da napaja cijevi od trske, smanjujući štetne posljedice vlage na podešavanje i dugovječnost tonova. Neki gajdaši mogu razgovarati ili pjevati tijekom sviranja.
Irske gajde se razlikuju od mnogih drugih oblika gajdi po njihovu tonu i širokom rasponu tonova, sviralo ima raspon od dvije pune oktave, uključujući visoke i duboke tonove, zajedno s jedinstvenom mješavinom svirala, dronova i regulatora. Regulatori su opremljeni zatvorenim tipkama koje se mogu otvoriti sviračevim ručnim zglobom, što mu omogućuje da svira jednostavne akorde, po potrebi dajući ritmičku i harmonijsku pratnju. Postoje i mnogi ukrasi koji se temelje na višestrukim ili pojedinačnim foršlarima. Sviralo također može svirati staccato, odmarajući se dnom kanala na sviračevom bedru koje zatvora donju rupu, jer se zvuk potpuno zaustavlja kada zrak ne može pobjeći.
Irske gajde imaju drugačiju harmonijsku strukturu koja zvuči slađe i tiše od mnogih drugih gajdi, kao što su velike irske ratne gajde, škotske gajde ili talijanskih zampogna. Irske gajde se često sviraju u zatvorenom prostoru i gotovo se uvijek sviraju sjedeći. 
Sviranje irskih gajdi je važan način druženja irskih zajednica u Irskoj i dijaspori, te igra integralnu ulogu u životnim događajima kao što su vjenčanja i sprovodi, gdje pruža osjećaj povezanosti s prošlošću i korijenima. Zbog toga je sviranje irskih gajdi upisano na UNESCO-ov popis nematerijalne svjetske baštine u Europi 2017. godine.
Najpoznatija skupina koja se bavi zaštitom irskih gajdi je Na Píobairí Uilleann (NPU), koju su 1968. godine osnovali gajdaši s misijom zaustavljanje propadanja ovog instrumenta.

## Vanjske poveznice
- [www.taramusic.com/features/uilleann.htm Kratka povijest irskih gajdi] (engl.)
- Uilleann Pipes, The Online Academy of Irish Music (engl.)

### Ostali projekti
|  | Zajednički poslužitelj ima još gradiva o temi Irske gajde |